# Nicorhiza rockallensis
Nicorhiza rockallensis is een eenoogkreeftjessoort uit de familie van de Nicothoidae. De wetenschappelijke naam van de soort is voor het eerst geldig gepubliceerd in 1983 door Lincoln & Boxshall.